# Giuditta e Oloferne (Michelangelo)
Giuditta e Oloferne è un affresco (570x970 cm) di Michelangelo Buonarroti, databile al 1508 circa e facente parte della decorazione della volta della Cappella Sistina, nei Musei Vaticani a Roma, commissionata da Giulio II.

## Storia
Nel dipingere la volta, Michelangelo procedette dalle campate vicino alla porta d'ingresso, quella usata durante i solenni ingressi in cappella del pontefice e del suo seguito, fino alla campata sopra l'altare. Giuditta e Oloferne (Giuditta 13,1-10) quindi, che è il pennacchio immediatamente a sinistra della porta, fu una delle prime scene ad essere realizzata.

## Descrizione e stile

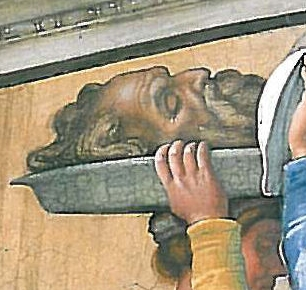
Dettaglio

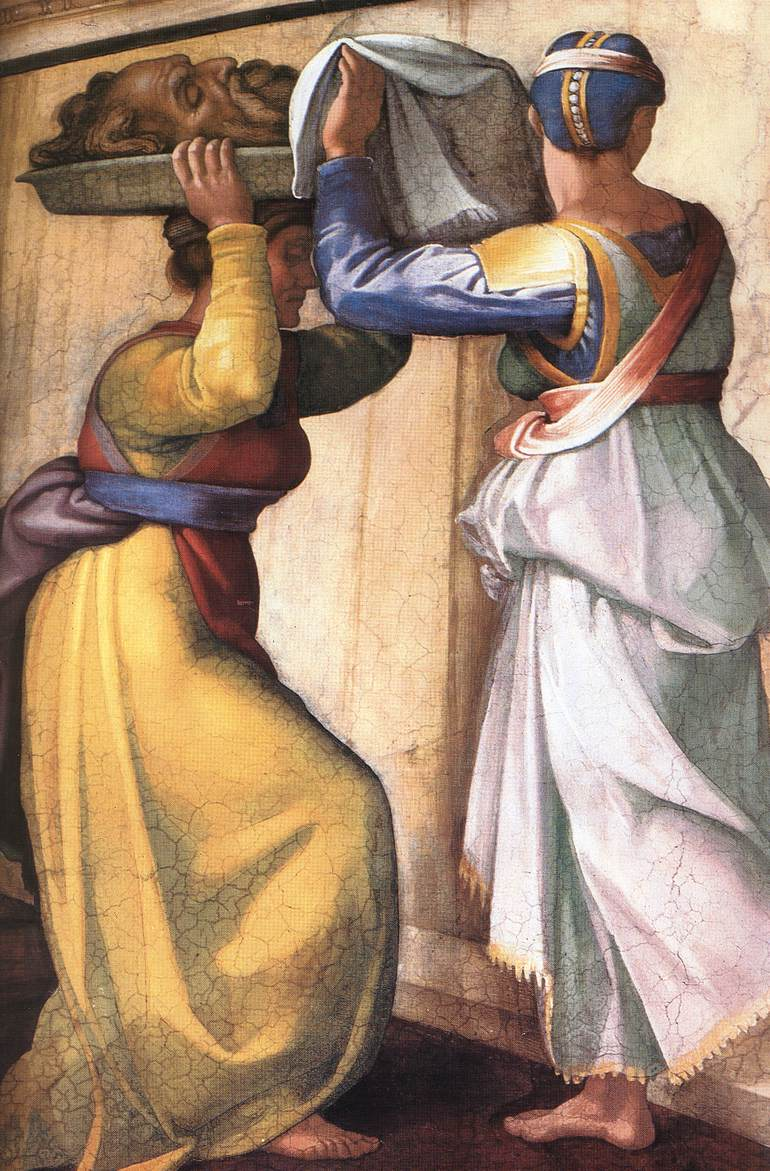
Dettaglio

Giuditta e Oloferne fa parte dei quattro pennacchi con storie del Vecchio Testamento, legate alla protezione del popolo d'Israele da parte di Dio.
La scena è divisibile in tre zone di diversa larghezza, che si ritrovano anche in uno studio a carboncino oggi al Museo Teylers di Haarlem, nei Paesi Bassi, sebbene con una diversa disposizione delle figure. Al centro si vedono Giuditta e l'ancella stagliarsi in primo piano e in piena luce contro una parete bianca disposta in obliquo. Esse hanno già completato la loro missione di uccidere il tiranno Oloferne, infatti ne portano la grossa testa su un vassoio metallico sulla testa dell'ancella (Giuditta fa per coprirlo con un panno), mentre a destra si vede, nell'oscurità, la tenda del generale che giace nudo nel letto, ancora in preda agli spasmi: se il braccio sinistro appare inanimato, quello destro si leva ancora minaccioso e la gamba sinistra punta con forza contro il letto facendo increspare le lenzuola. L'eroina biblica non mostra il proprio viso, intenta com'è a guardare l'interno della tenda. A sinistra infine, nell'oscurità, riempie l'angolo una guardia addormentata con la veste verde e uno scudo rosso su cui è adagiato un suo braccio.
Le due donne vennero accuratamente trasferite da un cartone preparatorio, con lo spolvero, mentre la figura di Oloferne, dipinta in una sola "giornata", fu riportato con la tecnica dell'incisione dei contorni sull'intonaco fresco; il soldato infine venne dipinto di getto, senza alcuna preparazione.
Notevole è il contrasto tra la parte centrale in piena luce e la penombra degli angoli, che asseconda la forma triangolare e concava del pennacchio, generando un senso di straordinaria profondità spaziale. Le due donne inoltre sono evidenziate da squillanti contrasti cromatici: nelle loro vesti si possono contare due tonalità di azzurro, due di giallo, un verde chiaro, un rosa, un rosso acceso, un violetto spento.
Nella testa di Oloferne alcuni hanno voluto riconoscere un autoritratto di Michelangelo.
La scena è da mettere in relazione, da un punto di vista iconologico, con l'altro pennacchio di Davide e Golia: in entrambi i casi due figure che non sembrerebbero brillare per forza - una donna e un giovanetto - riescono a liberare il popolo d'Israele da terribili nemici, prefigurando il trionfo della Chiesa. I due pennacchi alludono anche all'"umiltà vittoriosa", e il tema dell'"umiliazione" si trova anche nella vicina storia dell'Ebbrezza di Noè, che prefigura il Cristo deriso.